# Казначеев, Алексей Гаврилович
Алексе́й Гаври́лович Казначе́ев (1822/1823 — 1888, Гатчина) — русский государственный деятель, губернатор (архангельский, ковенский, калужский); сенатор (1871), тайный советник.

## Биография
Родился 29 декабря 1822 (10 января 1823) года в семье небогатого помещика. 
Учился в Киевском, затем в Московском университете, где с отличием окончил юридический факультет. С 1845 года — канцелярский чиновник в Московской палате государственных имуществ, с 1849 — чиновник для особых поручений в канцелярии военного генерал-губернатора Москвы графа А. А. Закревского. В 1854 году получил звание камер-юнкера. Закревский указывал:

Служа при мне с 1849 года и исполняя постоянно с отличным успехом все возлагаемые на него поручения, часто по делам важным и затруднительным, он известен мне как достойный и способный чиновник.— Из рекомендательного письма А. А. Закревского (1856)
С. М. Загоскин отмечал:

Сосредоточенный, малообщительный, угрюмый, он представлял собой вид дельного, солидного, и вечно занятого чиновника, каковым он и действительно был… он был образцом честности и прямоты и всегда говорил правду в лицо графу Закревскому и его дамам, за что они, к чести их, любили и уважали его.— Из мемуаров С. М. Загоскина
С августа 1857 года — в Министерстве государственных имуществ. В 1858—1862 гг. — управляющий Псковской палатой государственных имуществ. Пытался бороться с взяточничеством и казнокрадством, призывая к высокой нравственности, строгому соблюдению законов. С августа 1862 года — в Министерстве внутренних дел, с 1863 года — в распоряжении наместника Царства Польского генерал-адъютанта графа Берга.
С января по июль 1866 г. — архангельский губернатор. С июля 1866 по май 1868 г. — ковенский губернатор; 29 июля 1866 года произведён в действительные статские советники, а в октябре удостоен звания камергера.
В 1868—1871 гг. — калужский губернатор, возглавлял также Калужский губернский статистический комитет. От губернского правления требовал честности, действительного исполнения поручений; ввёл ежедневный приём просителей губернатором; открыто выступал против злоупотреблений, взяточничества, пытался реорганизовать местную бюрократическую систему.
В период его правления было открыто Калужское губернское по городским делам присутствие (1870), начато строительство железной дороги Калуга—Тула—Вязьма, выпущен первый русский товарный паровоз (1870, Людиново), открыта новая ткацкая фабрика (1871, Боровск), проложена телеграфно-сигнальная линия Людиново—Брянск; были открыты богадельня Пестрикова (1869, Калуга), лечебница «для приходящих бедных и неимущих больных» (1870), поликлиника доктора Преображенского. Однако в целом торговля и промышленность губернии приходили в упадок из-за обмеления Оки и отсутствии новых торговых путей. В 1871 г. в губернии произошла эпидемия холеры.
С ноября 1871 года — сенатор, с 1873 года состоял в Особом присутствии для рассмотрения дел о государственных преступлениях. В 1881 году вышел в отставку.
Умер 22 июня (4 июля) 1888 года в Гатчине. Похоронен на кладбище Новодевичья монастыря.

## Избранные труды
Публиковался в журналах: «Галатея» Раича, «Журнал Министерства государственных имуществ», «Современная летопись». Написал автобиографические воспоминания «Между строками одного формулярного списка» (1881).
- Казначеев А. Г. Между строками одного формулярного списка 1823-1881 гг. : [Автобиогр. очерк]. — СПб.: тип. В. С. Балашева, 1881. — 64 с. — (Отд .отт. из историч. журн. «Русская старина». — 1881. — Т. 32, дек. — С. 817—883).
- Казначеев А. Г. Несколько возражений против выводов одного писателя [Минцлова] о бесполезности наказаний по суду. — Пенза: Губ. тип., 1882. — 20 с.
- Казначеев А. Г. О побоях, причиняющих смерть : (О различии между 1864 и 1490 ст. Улож. о наказ.). — Пенза: Губ. тип., 1878. — 14 с.

## Награды
- орден Св. Анны 2-й ст. (1860)
- орден Св. Станислава 1-й ст. (27.12.1868)
- почётный гражданин города Мосальска (с января 1871).

## Семья
Жена, с 5 февраля 1862 года — дочь генерал-майора Екатерина Карловна Зейфарт.
Их сын — Александр (31.12.1862—01.02.1897), дипломат.